# Techfilm
Techfilm je mezinárodní soutěž filmů, jejímž cílem je soustředit, uvést, ocenit a zpřístupnit nejnovější snímky z oblasti vědy, techniky a umění, multimediální a e-learningové produkty, které mohou přispívat ke vzdělávání.
V roce 2008 proběhl na ČVUT v Praze již 45. ročník.

## Vyhlašovatelé festivalu
- Krátký Film Praha, a. s.
- České vysoké učení technické v Praze

## Organizátoři festivalu
- ČVUT v Praze, VIC – oddělení podpory výuky
- Univerzita Hradec Králové – FIM
- Krátký Film Praha – studio HaD Film
- EUNIS-CZ

## Ocenění
- GRAND PRIX TECHFILM 2005
- Cena mezinárodní poroty
- Cena za snímek popularizující vědu
- Cena pro výukový pořad
- Cena v oblasti prestižních snímků
- Cena rektora ČVUT v Praze za zahraniční snímek představující nové technologie
- Cena rektorky Univerzity Hradec Králové za snímek pro vzdělávání pedagogů
- Cena primátora města Hradec Králové za snímek s regionální tematikou
- Cena České televize za nejlepší zahraniční televizní film
- Cena Nadání Josefa, Marie a Zdeňky Hlávkových pro mladého tvůrce
- Cena diváků

## Ceny v soutěži eLearning
Statutární ceny:
- GRAND PRIX – Křišťálová tužka ministryně školství, mládeže a tělovýchovy
- Cena Laureát mezinárodního festivalu TECHFILM

Ceny v sekci I – terciární vzdělávání (řádné vysokoškolské studium, celoživotní vzdělávání):
- Ceny EUNIS-CZ
- Ceny Národního centra distančního vzdělávání
- Cena ČSSI
- Cena diváků

Ceny v sekci II – primární vzdělávání (včetně předškolního vzdělávání):
- Ceny MŠMT Křišťálové tužtičky
- Cena Microsoft
- Cena diváků